# Demônio darwiniano
Um Demônio Darwiniano é um organismo hipotético que resultaria se não houvesse restrições biológicas na evolução. Tal organismo maximizaria todos os aspectos da aptidão simultaneamente e existiria se não houvesse limitações de variação disponível ou restrições fisiológicas.  É nomeado em homenagem a Charles Darwin. Esses organismos se reproduziriam logo após o nascimento, produziriam uma descendência infinita e viveriam indefinidamente. Mesmo que tais organismos não existam, os biólogos usam Demônios Darwinianos em experimentos mentais para entender diferentes estratégias de história de vida entre diferentes organismos.
Os demônios darwinianos (inspirados nos demônios de Maxwell ) foram vistos em muitos artigos. Eles personificam uma entidade que é capaz de direcionar conscientemente a evolução de um organismo, permitindo-lhe maximizar todos os componentes de aptidão de uma só vez. Alguns organismos, como a lentilha-d'água e as formigas-rainhas, imitam os demônios darwinianos; no entanto, eles ficam aquém.  A aquisição de adaptações de um organismo é restrita por trade-offs, fluxo gênico e uma fonte limitada de variação. 